# Antenne 1 info digital
Antenne 1 info digital war ein Ableger von Antenne 1 in Stuttgart und existierte von Juni 2002 bis April 2007. Der Sender war ausschließlich mit digitalen Radiogeräten (Digital Audio Broadcasting, kurz DAB) zu empfangen. Gesendet wurde montags bis freitags jeweils von 7 bis 13 Uhr. Ausgestrahlt wurde ein reines Wortprogramm ohne Werbeunterbrechungen, das sich in 15-Minuten-Blöcke gliederte und laufend aktualisiert wurde – das Motto: „Geben Sie uns 15 Minuten, und wir geben Ihnen die Welt“.
Inhalt dieser Schleifen waren:
- Weltnachrichten
- Wetter für Baden-Württemberg
- Verkehrsservice für Baden-Württemberg
- Korrespondentenberichte und -Gespräche zu aktuellen Themen aus Politik, Wirtschaft, Sport und aktuellem Zeitgeschehen
- Börse
- Regionalnachrichten für Baden-Württemberg

Ab dem 21. April 2005 übertrug Antenne 1 info digital außerdem alle Debatten aus dem baden-württembergischen Landtag live und in voller Länge.
Moderiert wurde das Programm im Wechsel von Peter Powalka, Volker Wüst und Thomas Schilling. Wüst und Schilling sind heute für den Südwestrundfunk tätig.